# Ellsworth Paine Killip
Ellsworth Paine Killip, född den 2 september 1890 i Rochester, New York, USA, död den 21 november 1968 i Redlands, Kalifornien, var en amerikansk botaniker.
Killip har beskrivit över 600 arter och fått 150 arter uppkallade efter sig.
Auktorsnamnet Killip kan användas för Ellsworth Paine Killip i samband med ett vetenskapligt namn inom botaniken; se Wikipediaartiklar som länkar till auktorsnamnet.